# Dorothy Dickson

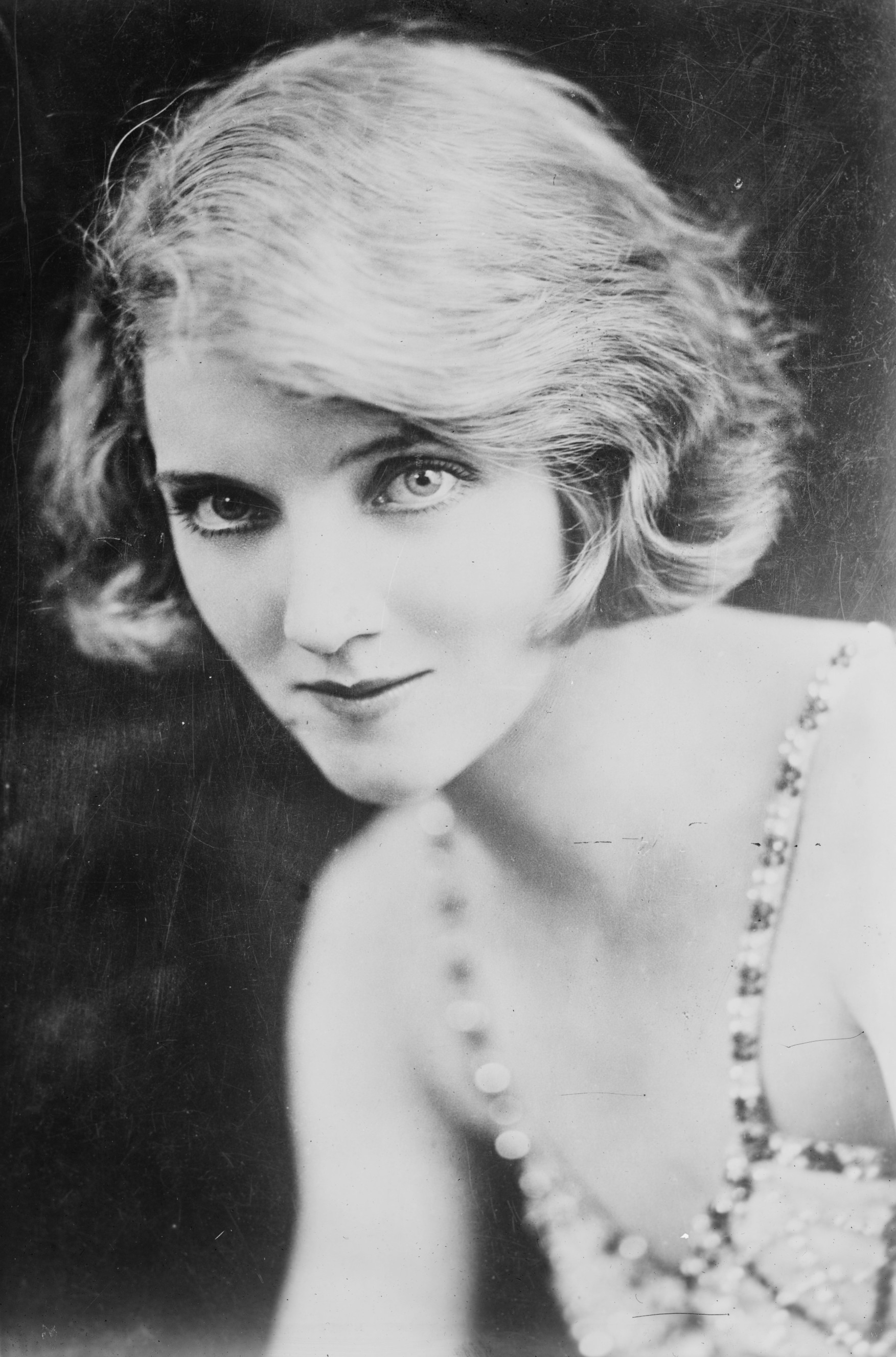
Dorothy Dickson 1927

Dorothy Dickson (* 25. Juli 1893 Kansas City, Missouri; † 25. September 1995 in London) war eine britische Schauspielerin.
Dickson galt als großer Star des Londoner Theaters. Bekannt wurde sie vor allem durch Interpretation eines Liedes von Jerome Kern, Look for the Silver Lining. Zudem war sie längere Zeit Mitglied der Ziegfeld Follies und trat in New York auf.
Mit ihrem Mann Carl Hyson, von dem sie 1936 geschieden wurde, hatte sie die Tochter Dorothy Hyson (1914–1996), ebenfalls Schauspielerin, welche mit dem britischen Darsteller Anthony Quayle verheiratet war.

## Filmografie (Auswahl)
- 1921: Paying the Piper
- 1921: Headin’ North
- 1934: Danny Boy
- 1939: Sword of Honour